# Les Cresnays
Les Cresnays é uma comuna francesa na região administrativa da Normandia, no departamento Mancha. Estende-se por uma área de 9,9 km². Em 2010 a comuna tinha 230 habitantes (densidade: 23,2 hab./km²).